# Oulad Aissa (El Jadida)
Oulad Aissa (en àrab أولاد عيسى, Ūlād ʿĪsà; en amazic ⵡⵍⴰⴷ ⵄⵉⵙⴰ) és una comuna rural de la província d'El Jadida, a la regió de Casablanca-Settat, al Marroc. Segons el cens de 2014 tenia una població total de 23.370 persones.